# Парцеле (Свентокшиське воєводство)
Парцеле (пол. Parcele) — село в Польщі, у гміні Бодзентин Келецького повіту Свентокшиського воєводства.
У 1975-1998 роках село належало до Келецького воєводства.